# Ferrari 410 Superamerica

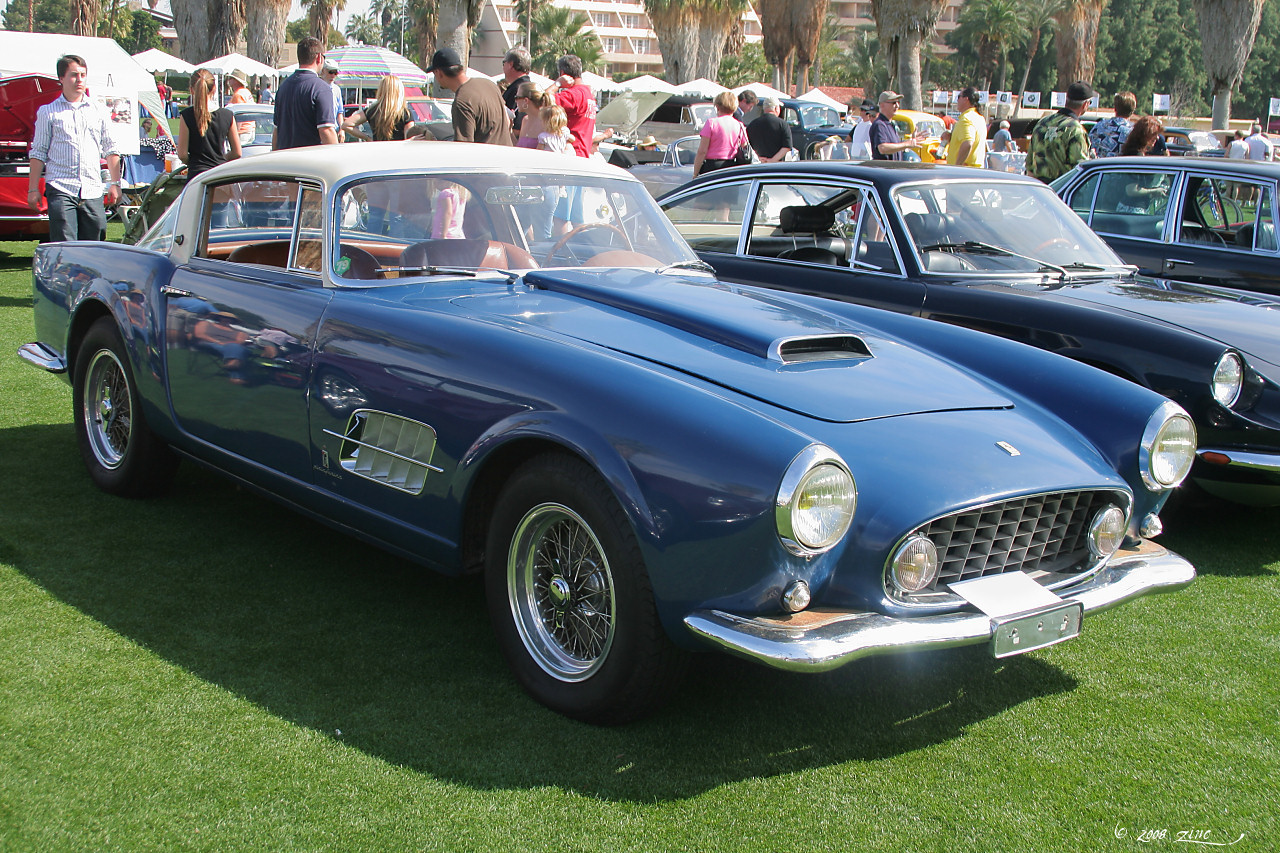
Ferrari 410 Superamerica (1956)

De Ferrari Superamerica, is een model dat speciaal voor de Amerikaanse markt is ontwikkeld. Hij werd onthuld in 1955 op de salon de Paris als opvolger van de 375 America. Er werden verschillende versies gemaakt door verschillende carrossiers, zoals Ghia, Boano en Scaglietti, maar het merendeel werd gemaakt door Pinin Farina (in die tijd nog los geschreven).

De auto is volledig voor weggebruik ontwikkeld waar veel Ferrari's uit die tijd voor competitie werden ontwikkeld. Er verschenen drie series van de Superamerica. Serie 1 werd over het algemeen gebouwd met een wielbasis van 2.500 mm, waar die bij serie 2 2.800 was. Bij serie 3 hadden de Pinin Farina versies een nieuw design en werden de auto's gebouwd met een wielbasis van 2.600 mm.

De auto heeft een 60 graden V12 motor met een inhoud van vijfliter die 340 PK sterk is. Deze motor gaf de auto, geholpen door een vierversnellingsbak een topsnelheid van 260 km/u, en de acceleratie van 0 naar 100 km/u kostte ongeveer zes seconden.

Voor de tijd waarin de auto werd geproduceerd, was de auto erg duur. De auto kostte in de VS $16.800, waar de gemiddelde prijs van een auto in 1955 $1.900 was en een nieuw huis gemiddeld $10.950 kostte.

Mede door deze hoge prijs, werden er weinig auto's verkocht, zo'n 34 of 35.

Tegenwoordig zijn Superamerica's nog steeds erg dure auto's. Zo is er in 2010 een serie 3 Superamerica geveild voor $1.760.000 en in 2008 een voor het bedrag van $2.530.000.